# جف چندلر (بازیکن فوتبال، زاده ۱۹۵۹)
جف چندلر (انگلیسی: Jeff Chandler؛ زادهٔ ۱۹ ژوئن ۱۹۵۹) بازیکن فوتبال اهل جمهوری ایرلند است.
از باشگاه‌هایی که در آن بازی کرده‌است می‌توان به باشگاه فوتبال دربی کانتی، باشگاه فوتبال لیدز یونایتد، باشگاه فوتبال منزفیلد تاون، باشگاه فوتبال بولتون واندررز، باشگاه فوتبال بلکپول، و باشگاه فوتبال کاردیف سیتی اشاره کرد.
وی همچنین در تیم‌های ملی فوتبال زیر ۲۱ سال جمهوری ایرلند و جمهوری ایرلند بازی کرده‌است.